# Jean-Simon Chaudron
Jean-Simon Chaudron (1758-1846) est un horloger américain d'origine française, ayant appris ce métier lors de la révolution industrielle suisse, puis planteur de canne à sucre à Saint-Domingue, et enfin fondateur d'une société d'orfèvrerie aux États-Unis, où il fonde un journal à destination des Réfugiés français de Saint-Domingue en Amérique et écrit de nombreux poèmes.

## Planteur à Saint-Domingue
En 1791, à l'âge de 33 ans, il épouse Geneviève Melanie Stollenwerck, au Cap Français de Saint-Domingue et s'occupe de la plantation de son beau-père. Puis avec sa famille, il fuit la révolte des esclaves de 1793 pour aller s'installer à Philadelphie, en Pennsylvanie, où il exerça à nouveau la profession d'horloger et orfèvre.

## Entrepreneur à Philadelphie
Avec son ami le financier Stephen Girard, de Philadelphie, il crée une florissante société fabriquant des objets en argent puis un quotidien, L'Abeille Américaine.
Ce journal était très lu par la communauté des réfugiés de Saint-Domingue à Philadelphie.

## L'une des figures de l'histoire de la presse francophone en Louisiane
Le succès du journal L'Abeille américaine, l'a amené à conseiller un autre de ses amis pour la création d'un journal similaire L'Abeille de la Nouvelle-Orléans. Il était attentif aux problèmes des autres réfugiés francophones comme Marie Jacques Dominic D'Orlic et son beau-frère Jacques-André Rodrigue, Denis Nicolas Cottineau de Kerloguen ou Médéric Louis Élie Moreau de Saint-Méry, d'autres planteurs de sucre qui avaient aussi quitté en 1793 Saint-Domingue ou la Martinique pour aller aux États-Unis tenter de refaire leur vie malgré l'adversité et les critiques de la presse locale.
À partir de 1816, il utilisa également L'Abeille Américaine pour faire campagne en faveur du projet de la Vine and Olive Colony, appelé à l'origine Société coloniale et qui consistait à donner 370 kilomètres de terres à des réfugiés français menés par des généraux napoléoniens. Cette colonie a contribué au développement de la culture du coton dans le sud des États-Unis.

## Anecdotes
Il a prononcé l'oraison funèbre de son ami George Washington, président américain, le premier janvier 1800, dans la Loge française l'Aménité.